# Paleanotus schmardai
Paleanotus schmardai är en ringmaskart som beskrevs av Mileikovsky 1962. Paleanotus schmardai ingår i släktet Paleanotus och familjen Chrysopetalidae. Arten har ej påträffats i Sverige. Inga underarter finns listade i Catalogue of Life.